# Неаполіс (Огайо)
Неаполіс (англ. Neapolis) — переписна місцевість (CDP) в США, в окрузі Лукас штату Огайо. Населення — 497 осіб (2020).

## Географія
Неаполіс розташований за координатами 41°29′26″ пн. ш. 83°52′29″ зх. д. / 41.49056° пн. ш. 83.87472° зх. д. (41.490615, -83.874709).  За даними Бюро перепису населення США в 2010 році переписна місцевість мала площу 1,84 км², уся площа — суходіл.

## Демографія
Згідно з переписом 2010 року, у переписній місцевості мешкали 423 особи в 158 домогосподарствах у складі 121 родини. Густота населення становила 230 осіб/км².  Було 179 помешкань (97/км²).
Расовий склад населення:
| - 95,3 % — білих - 3,5 % — осіб інших рас |

До двох чи більше рас належало 1,2 %. Частка іспаномовних становила 5,4 % від усіх жителів.
За віковим діапазоном населення розподілялося таким чином: 24,8 % — особи молодші 18 років, 63,4 % — особи у віці 18—64 років, 11,8 % — особи у віці 65 років та старші. Медіана віку мешканця становила 39,7 року. На 100 осіб жіночої статі у переписній місцевості припадало 104,3 чоловіків;  на 100 жінок у віці від 18 років та старших — 101,3 чоловіків також старших 18 років.
За межею бідності перебувало 8,5 % осіб, у тому числі 25,8 % дітей у віці до 18 років та 0,0 % осіб у віці 65 років та старших.
Цивільне працевлаштоване населення становило 147 осіб. Основні галузі зайнятості: освіта, охорона здоров'я та соціальна допомога — 22,4 %, мистецтво, розваги та відпочинок — 18,4 %, виробництво — 15,0 %.